# Esbjergs kommun
Esbjergs kommun är en kommun i Region Syddanmark i Danmark. Kommunen är sedan 1 januari 2007, genom en sammanläggning med Brammings kommun och Ribe kommun, Danmarks femte största kommun sett till antalet invånare.

## Socknar
1. Hostrups socken
2. Hjertings socken
3. Guldagers socken
4. Bryndums socken
5. Vester Nebels socken
6. Sæddens socken
7. Gjesings socken
8. Kvaglunds socken
9. Skads socken
10. Grimstrups socken
11. Vester Nykirke socken
12. Vejrups socken
13. Treenigheds socken
14. Zions socken
15. Vor Frelsers socken
16. Grundtvigs socken
17. Jerne socken
18. Tjæreborgs socken
19. Sneums socken
20. Brammings socken
21. Gørdings socken
22. Darums socken
23. Hunderups socken
24. Jernveds socken
25. Vilslevs socken
26. Hjortlunds socken
27. Kalvslunds socken
28. Farups socken
29. Ribe Domsocken
30. Sankt Katharine socken
31. Obbekærs socken
32. Mandø socken
33. Vester Vedsteds socken
34. Seems socken
35. Hvidings socken
36. Roagers socken
37. Spandets socken